# District de Pont-l'Évêque
Le district de Pont-l'Évêque est une ancienne division territoriale française du département du Calvados de 1790 à 1795.
Il était composé des cantons de Pont l'Évêque, Beaumont, Beuvron, Blangy, Bonnebosq, Cambremer, Crèvecœur, Dives, Honfleur et Touques.